# Aume (rivière)
Pour les articles homonymes, voir Aume.
L'Aume ou Osme  est une rivière du Sud-Ouest de la France et un affluent droit de la Charente. Elle arrose les départements des Deux-Sèvres et de la Charente, dans la région Nouvelle-Aquitaine.

## Géographie
Elle prend sa source à Bouin, à l'altitude 101 mètres, à proximité de la ligne de partage des eaux des bassins de la Charente et de la Loire. Elle est formée de deux rivières marécageuses : l'Aume et la Couture. Elle rejoint la Charente à Ambérac, à l'altitude 51 mètres.
La Couture passe aux Gours et l'Aume passe à Aigre.
L'Aume a une longueur de cours d'eau de 32,2 km.

## Communes et cantons traversés
Dans les deux départements de la Charente et des Deux-Sèvres, l'Aume traverse neuf communes et cinq cantons (dans le sens amont vers aval) :
- communes de Bouin (source), Hanc, Ardilleux, Loubigné, Loubillé, Paizay-Naudouin-Embourie, Longré, Brettes, Saint-Fraigne, Villejésus, Oradour, Aigre, Marcillac-Lanville, Ambérac (confluence).
- cantons de canton de Chef-Boutonne (source), canton de Villefagnan, canton d'Aigre, canton de Rouillac et canton de Saint-Amant-de-Boixe (confluence).

## Affluents
L'Aume a quatre affluents référencés :
- la Saveille (rg), 3,3 km sur les trois communes de Hanc, Loubillé et Paizay-Naudouin-Embourie ;
- le ruisseau de la Fontaine de Frédière (rg), 6,8 km sur les quatre communes de Brettes, Empuré, Longré et Paizay-Naudouin-Embourie ;
- le ruisseau de Siarne (rg), 8,6 km sur les quatre communes de Brettes, Ébréon, Saint-Fraigne et Villejésus[4] ;
- la Couture (nom donné sur le Géoportail[3]  mais s'appelant aussi l'Aume pour le SANDRE) (rd), 24,5 km avec cinq affluents référencés soit plutôt quatre car avec un affluent/défluent la Divise dont :
  - le Naudin, 13,7 km sur sa rive droite,
  - le Péré, ou rivière de la Couture ou des Gours[réf. nécessaire].

## Aménagements
L'Aume traverse Longré (dans le canton de Villefagnan) où existait un gué (peut-être à l'origine du nom de la paroisse). Au nord de Longré (Péchebrun), l'Aume formait une succession de zones marécageuses (rivière de Ferret, rivière des Allards, Les Rouchères de Loubillé) où l'eau stagnait parfois 8 mois de l'année ; l'acidité du sol, d'abord spongieux, tourbeux puis argileux en profondeur favorisait la croissance des rouches, roseaux, joncs, grandes oseilles et autres herbes sans valeur fourragère. La faible déclivité, les biefs nombreux et le cours sinueux rendaient cette zone insalubre, jusqu'aux travaux de dessèchement réalisés à partir de 1791.

## Hydronymie
La forme la plus ancienne attestée du nom est Lauma en 1312,,. Sur la carte de Cassini, Losme.
Le L a été ensuite interprété comme un article défini, d'où les formes actuelles : l'Aume, l'Osme.
On trouve aussi Houme en 1883, et aussi rivière de Bouin[réf. nécessaire].
Il proviendrait d'un pré-latin *lamma « endroit bourbeux »,.